# Гошівські хутори
Гошівські хутори (Гошівський хутір, рос. Гошевский хутор) — колишнє об'єднання хуторів у Гошівській сільській раді Овруцького району Коростенської округи Української СРР.

## Населення
Відповідно до результатів перепису населення Російської імперії 1897 року, загальна кількість мешканців становила 628 осіб, з них: православних — 575, чоловіків — 325, жінок — 303.
У 1906 році в поселенні налічувалося 765 осіб, дворів — 121, у 1923 році — 837 мешканців, дворів — 159.

## Історія
У 1906 році — хутір Велико-Фосенської волості (2-го стану) Овруцького повіту Волинської губернії. Відстань до повітового центру м. Овруч становила 20 верст, до волосного центру с. Велика Фосня — 14 верст. Поштове відділення — м. Овруч.
У 1923 році включене до складу новоствореної Гошівської сільської ради, яка 7 березня 1923 року увійшла до складу новоутвореного Овруцького району Коростенської округи. Розміщувалося за 19 верст від районного центру м. Овруч та за 4 версти від центру сільської ради, с. Гошів.
У 1920 роках об'єднання розділилося на окремі хутори — Млини, Німці, Павлюки, Семени.